# Trzcińsko Zdrój (stacja kolejowa)
Trzcińsko Zdrój – nieczynna stacja kolejowa w Trzcińsku-Zdroju w województwie zachodniopomorskim, w Polsce.